# Berceuse (Järnefelt)
De Berceuse (wiegelied) van Armas Järnefelt is een van de bekendste werken uit de Finse klassieke muziek. Järnefelt componeerde het werk in 1904 voor zijn dochter met Maikki Parakinen: Eva Anita Järnefelt (geboren 7 november 1901 – overleden 5 april 1995). Deze lag ziek te bed met koorts. In 1905 werd het uitgegeven. Het origineel is geschreven voor viool en piano. Een versie voor cello en piano is ook bekend. Het werkje van circa 4 minuten is opgedragen aan de violiste Sigrid Lindberg. Later orkestreerde Järnefelt het werkje voor viool en kamerorkest bestaande uit twee klarinetten, 1 fagot en 2 hoorns en strijkinstrumenten.
Het is een van de weinige werkjes van Järnefelt, die de Proms haalde. Het was te horen in 1935, gespeeld door het BBC Symphony Orchestra onder leiding van Henry Wood.